# Бутунаєв Валерій Олексійович
Вале́рій (Була́т) Олексі́йович Бутуна́єв (*23 вересня 1929, улус Гахан Ехіріт — 3 серпня 2007, Білицьке) — український російсько- та бурятськомовний поет. Член Національної спілки письменників України.

## Життєпис
Народився 23 вересня 1929 р. в улусі Гахан Ехіріт Булагатського аймаку Бурят-Монгольської АРСР.
Закінчив Черемхівський гірничий технікум. Працював на шахті Білицька електромеханіком. Писав бурятською та російською мовами.
Автор поетичних збірок «Спасибо, отчая земля», «Река детства» (1987), «Усть-Ордьш дуун», книжок прози «Красный батор Алексей Бутунаев» (1982), «Эхирит-булагатцы в рассказах и притчах», «Повести Желтой степи» (1992), «Два голоса» (1996), «Усмешки лихолетья».